# Linuxforum
Линуксфорум — русскоязычный веб-форум, посвящённый операционной системе Linux и свободному программному обеспечению.
Главная страница состоит из разделов популярных дистрибутивов Linux, BSD и прочих UNIX-подобных систем. Есть разделы для вопросов от начинающих пользователей, тематические «Linux и образование», «Linux на предприятии», а также разделы для свободного обсуждения любых тем.
Форум работает на открытом движке PunBB.
Пользователям доступна справочная вики, общение в конференциях (IRC), сервис почты, сервис блогов и RSS-лента сообщений.
Форум объединяет динамичное интернет-сообщество. Сообщество занимается разработкой открытого ПО, переводами дистрибутивов и написанием статей. Организуются слеты и встречи LUG-групп.

## История
В Рунете начала 2000-х годов было всего три крупных форума посвященных Linux (Opennet.ru, LinuxShop.ru и linux.org.ru), поэтому в апреле 2004 года у Александра Кузнецова(Sonic), появилась идея создать новый форум. Для осуществления, был выбран PHP скрипт форума Invision Power Board (IPB). С доменом повезло, на тот момент был свободен, привлекательный для форума OpenSource-тематики LinuxForum.ru. Логотип для форума нарисовал Peroon. 2 мая 2004 года, с использованием бесплатного хостинга, был установлен и настроен скрипт IPB, а 18 мая 2004 года был зарегистрирован домен linuxforum.ru и скрипт был перенесен на платный хостинг.
На первом этапе своего развития форум представлял собой «клуб по интересам», основное общение проходило не в формате «вопрос-ответ», а просто обсуждения вопросов, связанных с использованием linux и других открытых систем. Постепенно на форум начали приходить и новички в мире linux, которым нравилась атмосфера на форуме, и которые хотели задать вопросы. Интересный факт: компания linuxcenter на продаваемых ими дисках с открытыми операционными системами указывала в качестве адреса техподдержки linuxforum.ru. Такое же упоминание было на сайте Mandriva.ru . После создания журнала Linux Format на форуме открылся раздел, в котором можно было пообщаться с редакторами журнала. В 2005 году форум участвовал в акции «Я умею говорить по-русски!». Форум также был включен в каталог ресурсов в Интернете Open Directory Project.
При этом Александр Кузнецов, с середины 2006 года, из-за разногласий в администрации, участия в развитии форума практически не принимал. Единственное, что он контролировал — это доменное имя
linuxforum.ru.
20 февраля 2010 произошло разделение: Александр Кузнецов перенаправил A-запись на новый хост, с чистым форумным движком. Весь контент же остался администрации прежнего форума. По итогам голосования участников форума было выбрано новое доменное имя — unixforum.org . Пользователи также разделились, часть последовала за Кузнецовым, а некоторые участвуют в обоих форумах.
После разделения форум, расположенный по адресу linuxforum.ru, недолго оставался без содержимого. Благодаря большому числу пользователей, он быстро наполнился  темами и  сообщениями.
Были созданы новые правила форума, произошли изменения в организационной структуре. Модераторы стали выбираться открытым голосованием: они сами выдвигают себя на данный пост..
Пользователь Writer (А. Толстой) сделал новый логотип.
Форумом организована встреча Питерского LUG-сообщества.
Ведётся работа по переводу турецкого Linux-дистрибутива Pardus, использующего пакетную систему PiSi. Продолжается работа по проекту перевода Advanced Bash Scripting на русский язык. Проводится тестирование и написание программ.
Силами сообщества были установлены сервер мгновенных сообщений (IRC). Сервер IRC присоединенный был к сети IrcCity.

## Настоящее
Александр Кузнецов решил переписать форумный движок с нуля. В результате без предварительного оповещения и должного тестирования единолично принял решения о смене движка, что и произошло в марте 2015 года.
Код нового движка стал доступен на гитхабе. Сразу после смены велась активная доработка движка, однако со временем энтузиазм пропал и работа остановилась. Форум медленно умирает.
28.12.2016 Александ Кузнецов, в сообществе известный как Sonic, все же решился передать права на форум одному из участников. Ведется работа по восстановлению форума.
Изначально предполагалась передача прав на домен и архив старого форума. В конечно итоге состоялась лишь передача архива форума за март 2015 года (после марта форум работал на новом движке и использовать его базу всё равно не предоставлялось возможным).
В таком виде он и был восстановлен на новом домене linuxforum.tech, а с домена linuxforum.ru было установлено временное перенаправление на новый домен. С 3-го марта 2017 года А. Кузнецов удалил перенаправление со своего домена. Теперь форум доступен только по новому адресу. По старому адресу ничего не доступно.
C 16 января 2019 года форум доступен как в домене .tech, так и по старому адресу linuxforum.RU. В марте 2019  года с домена .tech было сделано перенаправление на старый адрес linuxforum.ru.